# Senekovič
Senekovič je priimek več znanih Slovencev:
Prvič je priimek Senekovič omenjen leta 1532 (vir:Kronika mesta Maribor), kjer Tomaž Senekovič sodeluje kot vojščak in branitelj mesta Maribora pred turškimi vpadi v Ulrikovem stolpu, kjer so bili strelski mojster Jakob Rasel, Krištof Amthofer in mnogi drugi.
- Alojz Senekovič (1857—1931), narodnoobrambni delavec
- Andrej Senekovič (1848—1926), šolnik in javni delavec
- Bogomil Senekovič (1880—1924), pravnik, strokovnjak za upravno pravo
- Ivan Senekovič (1884—1956), pravnik, upravni delavec in Maistrov sodelavec
- Jože Senekovič, športni delavec
- Marko Senekovič, dvoranski nogometaš
- Martin Senekovič (1837—1919), šolnik in strokovni pisec
- Tomaž Senekovič (1532), branitelj mesta Maribor
- Venčeslav Senekovič, politik, župan občine Pesnica (1998-2018)
- Vladimir Senekovič, kirurg-travmatolog